# Tangeværket
Tangeværket är ett vattenkraftverk i Danmark.
Vattenkraftverket är landets största med elproduktion på omkring 11-14 GWh/år. Den dämmer upp Gudenå och bildar därigenom Tange sø, landets enda vattenkraftsdamm. Kraftverket byggdes på initiativ av städerna Århus, Ebeltoft, Skanderborg och Skive samt fyra elsällskap under åren 1918–1920. Då vattenkraftverket togs i bruk kom det att stå för över 20 % av Jyllands el, men dess andel är numera mindre än 0,04% av Danmarks elproduktion på drygt 30 TWh/år. Sedan 2007 är vattenkraftverkets byggnader fredade. I en del av byggnaderna ligger ett museum, Elmuseet.